# Dorcasomus mirabilis
Dorcasomus mirabilis är en skalbaggsart som beskrevs av Reé Michel Quentin och Jean François Villiers 1970. Dorcasomus mirabilis ingår i släktet Dorcasomus och familjen långhorningar. Inga underarter finns listade i Catalogue of Life.